# Alonso Hernández
Alonso Hernández   (Madrid) va ser un militar i benefactor castellà.
Nascut a Madrid. Va servir a les guerres d'Itàlia en temps de l'emperador Carles V. Allà va conèixer al pare Laynez, que va esdevenir el seu confessor i va fer que es tornés molt devot de la Companyia de Jesús. En tornar a la seva vila natal, va dedicar-se a fer moltes obres de caritat, per les quals va ser elogiat. Va fomentar l'Hospital dels Cavallers de Sant Genís, a la parròquia del mateix nom, portava predicadors a les presons, confessors i metges a centres hospitalaris, i va aconseguir que les parròquies tinguessin cura dels pobres per part de l'Ajuntament de Madrid. El 1560, Leonor de Mascareñas va encarregar-li cercar una casa on fundar un col·legi per als jesuïtes a Madrid, i Hernández va trobar un lloc rere el convent de la Concepció Jerònima, propietat d'un amic seu, el clergue Pedro Zeballos, pel qual es van pagar 2.200 ducats i que va esdevenir l'inici del Col·legi Imperial, que posteriorment es van convertir en els Reials Estudis de Sant Isidre.